# مارکو دوس سانتوس
مارکو دوس سانتوس (به پرتغالی: Marcos Paulo dos Santos) هافبک اهل برزیل است که در شهر برزیل و در تاریخ ۱۸ مهٔ ۱۹۸۱ به دنیا آمده‌است.
مارکو دوس سانتوس در تیم‌های فوتبال Apolonia Fier سابقهٔ حضور دارد.